# Live in San Francisco at the Palace of Fine Arts
Live in San Francisco at the Palace of Fine Arts é um EP da cantora e compositora canadense Loreena McKennitt, lançado em 1995.
Contém seis faixas gravadas ao vivo em maio de 1994 no Palace of Fine Arts de São Francisco, Califórnia. Não são faixas inéditas, todas são provenientes de álbuns anteriores da artista.

## Faixas
1. "The Mystic's Dream" (Loreena McKennitt)
2. "Santiago" (Tradicional)
3. "She Moved Through the Fair" (Tradicional / Padraic Collum)
4. "Between the Shadows" (Loreena McKennitt)
5. "The Lady of Shalott" (Loreena Mckennitt / Alfred Tennyson)
6. "The Bonny Swans" (Loreena McKennitt / Tradicional)